# Shahed Aviation Industries
Shahed Aviation Industries Research Center (مرکز تحقیقات صنایع هوایی شاهد) és una empresa aeroespacial iraniana coneguda per dissenyar helicòpters militars i drones. Estan associats amb la Força Aeroespacial del Cos de la Guàrdia Revolucionària Islàmica (IRGC-ASF) i l'Iran Aircraft Manufacturing Industries Corporation (HESA). Durant la invasió russa d'Ucraïna van vendre drons a l'exèrcit rus.
El 20 d'octubre de 2022, la Unió Europea va imposar sancions contra Shahed Aviation Industries, al·legant que la companyia subministrava drons a Rússia per donar suport a la seva invasió d'Ucraïna. Rússia no va fer cap declaració sobre si els estaven utilitzant o no. El novembre de 2022, Shahed Aviation també va ser sancionada pels Estats Units i el Canadà.